# گمینا شتکووکا-نووینه
گمینا شتکووکا-نووینه (به لهستانی:  Gmina Sitkówka-Nowiny) یک گمینا در لهستان است که در شهرستان کیلتسه واقع شده‌است. گمینا شتکووکا-نووینه ۴۵٫۷۶ کیلومتر مربع مساحت و ۶٬۹۸۳ نفر جمعیت دارد.